# Темляковский сельсовет
Темляко́вский сельсове́т — упразднённые административно-территориальная единица и муниципальное образование со статусом сельского поселения в составе Кетовского района Курганской области России. 
Административный центр — село Темляково.

## История
В соответствии с Законом Курганской области от 6 июля 2004 года № 419 сельсовет наделён статусом сельского поселения.
Законом Курганской области от 25 октября 2017 года N 87, в состав Барабинского сельсовета были включены оба населённых пункта упразднённого Темляковского сельсовета.

## Население
| 2002 | 2010 | 2012 | 2013 | 2014 | 2015 | 2016 |
| ---- | ---- | ---- | ---- | ---- | ---- | ---- |
| 510  | ↗522 | ↘516 | ↘501 | ↘493 | ↘488 | ↘458 |
| 2017 | 2018 |      |      |      |      |      |
| ↗467 | ↘458 |      |      |      |      |      |

## Состав сельского поселения
| № | Населённый пункт  | Тип населённого пункта       | Население |
| - | ----------------- | ---------------------------- | --------- |
| 1 | Новая Затобольная | деревня                      | ↗149      |
| 2 | Темляково         | село, административный центр | ↘373      |